# دايف مكاي
دايفيد كريغ مكاي (بالإنجليزية: Dave Mackay)‏، (14 نوفمبر 1934 - 2 مارس 2015)، من مواليد إدنبره في اسكتلندا، لاعب كرة قدم أسكتلندي سابق ومدرب كرة قدم أسكتلندي سابق.
بدأ مسيرته الكروية مع نادي هارت أوف ميدلوثيان في عام 1953، ولعب معهم حتى عام 1959، وشارك معهم في 135 مباراة وسجل 25 هدف، وفي عام 1959 انتقل إلى نادي توتنهام هوتسبر الإنجليزي، ولعب معهم حتى عام 1968، وشارك معهم في 318 مباراة وسجل 51 هدف، وفي عام 1968 انتقل إلى نادي ديربي كاونتي الإنجليزي، ولعب معهم حتى عام 1971، وشارك معهم في 122 مباراة وسجل 5 أهداف، وفي موسم 1971/1972 انتقل إلى نادي سويندون تاون، ولعب معهم 26 مباراة وسجل هدف واحد.
و قد لعب مع منتخب اسكتلندا لكرة القدم منذ عام 1957 وحتى عام 1965، وشارك معهم في 22 مباراة وسجل 4 أهداف، وقد لعب معهم في كأس العالم لكرة القدم 1958.
و في موسم 1971/1972 درب نادي سويندون تاون، وفي موسم 1972/1973 درب نادي نوتنغهام فوريست، وفي عام 1973 انتقل إلى تدريب نادي ديربي كاونتي، واستمر معهم حتى عام 1976، وفي موسم 1977/1978 درب نادي والسال، وفي عام 1978 انتقل إلى تدريب نادي العربي الكويتي، ودربهم حتى عام 1987 وقد فاز معهم بلقب الدوري الكويتي خمسة مرات، وفاز في لقب كأس الأمير مرتين ويعتبر أول مدرب أجنبي في تاريخ نادي العربي، وفي عام 1987 انتقل إلى تدريب نادي دونكاستر روفرز، ودربهم حتى عام 1989، وفي عام 1989 انتقل إلى تدريب نادي بيرمنغهام سيتي، ودربهم حتى عام 1991، وفي عام 1992 انتقل إلى تدريب نادي الزمالك المصري، ودربهم حتى عام 1994.

## مسيرته الكروية
لعب دايف مكاي خلال مسيرته الاحترافية مع 4 أندية في واحد وعشرون موسمًا وسجل خلالها 76 هدفًا ضمن 577 مباراة. حيث فاز في أربعة مواسم بالكأس وفي ثلاثة مواسم بالدوري.
خاض دايف مكاي مسيرته مع نادي هارت أوف ميدلوثيان في موسم 1953–54 ليلعب معه ستة مواسم، مشاركًا في 135 مباراة سجل خلالها 27 هدفًا. ثم انتقل إلى نادي توتنهام هوتسبير في موسم 1958–59 ليلعب معه عشرة مواسم، حيث شارك في 268 مباراة سجل خلالها 42 هدفًا. لينتقل بعدها إلى نادي ديربي كاونتي في موسم 1968–69 ليلعب معه أربعة مواسم، مشاركًا في 148 مباراة سجل خلالها 6 أهداف. ثم انتقل إلى نادي سويندون تاون في موسم 1971–72 لمدة موسم واحد، مشاركًا في 26 مباراة سجل خلالها هدفًا واحدًا.

## روابط خارجية
- دايف مكاي على موقع قاعدة بيانات كرة القدم.إي يو (الإنجليزية)
- دايف مكاي على موقع ناشيونال فوتبول تيمز (الإنجليزية)
- دايف مكاي على موقع Soccerbase.com (مدرب) (الإنجليزية)
- دايف مكاي على موقع كووورة